# Publi Corneli Maluginense (cònsol 397 aC)
Publi Corneli Maluginense (llatí: Publius Cornelius P. F. M. N. Maluginensis) va ser un magistrat romà. Formava part de la família Maluginense, una branca de l'antiga gens Cornèlia.
Va ser tribú amb potestat consolar l'any 397 aC i després magister equitum del dictador Marc Furi Camil, quan aquest va voler fer l'assalt definitiu a Veïs, el 396 aC segons els Fasti, encara que Titus Livi i Plutarc anomenen al magister equitum d'aquell any Publi Corneli Escipió. Va ser tribú amb potestat consular per segona vegada l'any 390 aC, any en què Roma va ser ocupada pels gals. En algunes edicions, Livi l'anomena Servius, però sens dubte el seu nom era Publi.